# Internet Explorer 7
Windows Internet Explorer 7 （ウィンドウズ インターネット エクスプローラ セブン）はマイクロソフトが2006年10月18日（日本語版は11月2日）に公開した Internet Explorerファミリーのウェブ ブラウザーである。
Internet Explorer 7はWindows VistaとWindows Server 2008専用に提供される方針であったが後に撤回され、Windows XPとWindows Server 2003向けにも提供された。Windows以外のプラットフォーム向けにはInternet Explorerが提供されなくなったため正式名称が「Windows Internet Explorer」へ、「Microsoft Internet Explorer」から変更された。

## 特徴
Internet Explorer 7はユーザー インターフェイスのデザインとレイアウトの大きな変更が行われた。セキュリティ保護機能もInternet Explorer 6よりも多く実装された。

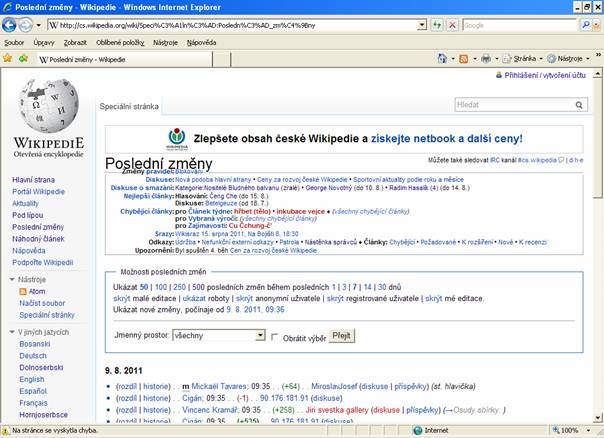
クラシックテーマ適用時のInternet Explorer 7

Internet Explorer 7リリース以前から多くの意見が多かった他のブラウザでは標準であった仕様や機能が多く取り入れられ、ウェブ標準の準拠もInternet Explorer 6に比べて前進したが対応はごくわずかの対応に留まった。

### ロゴの変更
IE7でロゴが変更された。米マイクロソフトのIE開発チームによると、新しいロゴは「e」の文字がモダンな外観をしており、背景からより目立って見えるよう縁が少し暗くなっているという。eを取り巻く金の輪も「新たなエナジーをもたらし、これまでよりも少しポップな感じを与える」ためお気に入りだという。このロゴはIE8でも使われている。

### タブ ブラウジング

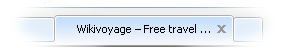
タブ

Internet Explorer 7では他の多くのブラウザが実装しているタブ ブラウズ機能を実装した。
独自の機能として、開いている全てのサムネイルを表示して、視覚的にタブの内容を確認して切り替えることのできる「クイック タブ」を、開いているタブ全体をお気に入りに一括で登録、お気に入りから一括で開く「タブ グループ」を実装した。

### 検索ボックス
Internet Explorer 7では他の多くのブラウザが実装している検索ボックスを実装した。Internet Explorer 7の検索ボックスは複数の検索プロバイダを追加することができる。

### フィード リーダー
Internet Explorer 7はフィード リーダーを実装した。フィード アイコンによる視覚的なフィードの購読の可否確認が行われる。
登録したフィードの自動更新などの設定が可能で、登録したフィードはお気に入りと履歴にアクセスする「お気に入りセンター」に統合された。
RSSプラットフォームが統合されたWindows VistaではWindows サイドバーに標準で含まれる「フィード ヘッドライン」で購読したフィードを扱うことができる。

### ズーミング
Internet Explorer 7はテキストや画像を含めたページ全体のズーム機能を実装した。
ページの拡大は最大で10倍 (1000%) まで対応し、ページの縮小は最大10分の1 (10%) まで対応する。

### 標準準拠
Internet Explorer 7では、HTMLやCSS、DOMのウェブ標準準拠の改善がいくつか行われた。
HTML 4.01では<abbr>要素と、<object>のネストに対応した。
CSS2のいくつかのプロパティやセレクターの要素に対応し、いくつかの問題を解決した。
HTMLやDOMのセレクト要素への対応。
Internet Explorerの機能でActiveXで実装されていたXMLHttpRequestもInternet Explorer 7ではネイティブ機能として再実装された。
PNGのアルファ合成に対応した。
国際化ドメイン名 (IDN; RFC 3490) に対応した。

### セキュリティ保護
Internet Explorer 7ではセキュリティの改善に取り組んだ。セキュリティ機能の多くはアドレス バーでの色の変更やページ表示などで、ユーザーに視覚的にわかりやすく危険の有無を伝えるように設計された。
Internet Explorer 6ではほぼ全てが既定で有効であった ActiveXコントロールの多くがInternet Explorer 7では既定で無効になった。
SSL 3.0およびTLS 1.0が既定で有効になり、既に問題が露呈していたSSL 2.0は既定で無効になった。
フィッシング詐欺被害を抑えるためのフィッシング詐欺検出機能を実装した。フィッシング詐欺防止のためのExtended Validation 証明書にウェブ ブラウザで初めて対応した。
既に実装されていた閲覧履歴やCookie、一時ファイルなどの閲覧データを削除する機能が見直された。以前は削除機能がダイアログ中で分散していたが、ひとつのダイアログにまとめられた。
全てのアドオンを無効にした状態で起動する機能が追加された。
DEPによるメモリ保護機能が実装された。この機能はInternet Explorer 7開発中の時点で多くのアドオンで動作上の問題が判明していたため、既定では無効にされた。
Windows VistaとWindows Server 2008のInternet Explorer 7はオペレーティング システムの機能として実装された機能、ユーザー アカウント制御を利用した「保護モード」の機能と、保護者による制限機能を利用したブラウジングの制限を利用することができる。

### その他
- ClearType効果の適用の有無がWindowsの設定とは別に適用するようになった。
- FTP クライアント機能が読み取りのみになった。
- Gopher、Telnet、Active Desktopなどの古くなったプロトコルやテクノロジの対応が終了した。
- Outlook Expressのアップデートは含まれなくなった。
- Windows Explorerと機能の分離が行われた。
- インストーラにはWindows Genuine Advantageが統合され正規ライセンスの確認が行われたが、2007年10月4日にライセンス確認処理が取り除かれたインストーラが再配布された。
- 複数のアドレスをホーム ページとして登録することが可能になった。
- IE6以前に付属していたGlobalIMEや外国語フォントがなくなった。対応OSが多言語表示と入力に標準で対応しているXP以降となったことで、存在意義がなくなったためである。